# Čang Aj-pching
Čang Aj-pching (čínsky pchin-jinem Zhāng Àipíng, znaky tradiční 張愛萍; 9. ledna 1910 – 5. července 2003) byl čínský komunistický voják a politik, místopředseda státní rady (vlády, 1980–1982), státní poradce (1982–1988) a ministr národní obrany (1982–1988). Předtím byl zástupcem náčelníka generálního štábu (1954–1967 a 1977–1982), jako předseda Vědecko-technologické komise národní obrany (1960–1967 a 1975–1976 a 1977–1982) odpovídal vývoj výzbroje ozbrojených sil, včetně jaderného programu. Do komunistické strany vstoupil roku 1928, bojoval v čínské občanské válce i čínsko-japonské válce, poté působil ve vysokých vojenských funkcích v Če-ťiangu a Východočínském vojenském okruhu, od roku 1954 pracoval v ústředních vojenských orgánech v Pekingu.

## Život
Čang Aj-pching se narodil 9. ledna 1910 v okresu Ta na severovýchodě provincie S’-čchuan v rodině bohatého statkáře. Na střední škole se zapojil do studentského hnutí, roku 1926 vstoupil do Komunistického svazu mládeže Číny a roku 1928 do Komunistické strany Číny. Roku 1929 odešel do Šanghaje, kde se zapojil do práce tamních komunistů jako zástupce tajemníka jednoho z obvodních výborů strany, dvakrát byl zatčen. Koncem roku 1929 vstoupil do čínské Rudé armády na severu provincie Ťiang-su, sloužil v nižších důstojnických a politických funkcích, v bojích byl zraněn.
Koncem roku 1930 odešel pracovat do centrální sovětské oblasti, působil ve svazu mládeže na okresní  i provinční úrovni, pracoval ve vedení pionýrské organizace oblasti, psal do mládežnického a pionýrského tisku, podílel se na mobilizaci a organizaci záloh Rudé armády. Po studiu na univerzitě Rudé armády se roku 1934 stal politickém komisařem 4. divize, jako politický komisař na úrovni divize a pluku se účastnil Dlouhého pochodu. V červnu 1936 vstoupil na Univerzitu Rudé armády a v první polovině roku 1937 se stal instruktorem na Protijaponské vojenské a politické univerzitě.
Po vypuknutí protijaponské války byl přeložen do Šanghaje, kde působil jako tajemník vojenského výboru provinčních výborů KS Číny pro Ťiang-su a Če-ťiang a organizoval protijaponskou partyzánskou válku v regionech Šanghaje a Chang-čou. Na jaře 1938 byl jmenován členem štábu 8. pochodové armády, přičemž pracoval ve wuchanském zastupitelství  armády, poté působil jako představitel komunistických vojsk u kuomintangských úřadů v Ťiang-su a Če-ťiangu. Od podzimu 1940 se podílel na organizaci jednotek Nové 4. armády v Chu-nanu a An-chueji. V roce 1941, po Anchuejském incidentu, se stal velitelem 9. brigády 3. divize Nové 4. armády na severovýchodě An-chueje, později se stal zástupcem velitele a politickým komisařem 3. divize. Roku 1944 vystřídal padlého velitele 4. divize Nové 4. armády. Vedl své jednotky v bojích s Japonci a někdy i kuomintangskými oddíly.
Roku 1945 se stal zástupcem velitele Středočínské vojenské oblasti a velitelem 9. kolony, ale v prosinci 1945 utrpěl při autonehodě zranění hlavy způsobené autonehodou a odjel do Sovětského svazu na léčení. Po zotavení se v lednu 1949 vrátil do Číny a působil jako člen frontového výboru 3. polní armády. V dubnu 1949 bylo zřízeno námořnictvo Východočínského vojenského okruhu (jako první námořní svazek Lidové osvobozenecké armády a předchůdce Východočínského loďstva) a Čang Aj-pching se stal jeho velitelem.
Počátkem roku 1951 převzal velení nad 7. armádou a vojenskou oblastí Če-ťiang; v únoru následujícího roku se stal náčelníkem štábu Východočínského vojenského okruhu a v září 1954 i 3. polní armády, členem Východočínského vojenského a politického výboru, členem Východočínského správního výboru a členem východočínského byra ústředního výboru Komunistické strany Číny. V srpnu 1954 se stal velitelem Východočínské fronty a byl pověřen organizací a velením bitvy o souostroví Ta-čchen.
V říjnu 1954 byl převelen do funkce zástupce náčelníka generálního štábu (do 1967) a organizoval a velel bitvě o ostrovy I-ťiang-šan, což bylo poprvé, kdy pozemní, námořní a letecké síly lidové osvobozenecké armády bojovaly společně. Ve vedení generálního štábu odpovídal za vojenskou správu a vybavení. Při zavedení vojenských hodností roku 1955 byl jmenován generálplukovníkem. Po druhém zasedání VIII. sjezdu KS Číny v květnu 1958 byl zvolen kandidátem ústředního výboru. V březnu 1960 byl jmenován zástupcem předsedy Vědecko-technologické komise národní obrany, v listopadu 1962 pak zástupcem ředitele Úřadu pro obranný průmysl při státní radě a v prosinci téhož roku zástupcem ředitele analogického úřadu při ÚV KS Číny.
Během kulturní revoluce byl kritizován, odvolán z funkcí a úřadů a pět let vězněn; později byl pod dohledem Čou En-laje propuštěn a koncem roku 1974 rehabilitován. V březnu 1975 na návrh Jie Ťien-jinga opětovně převzal řízení Vědecko-technologické komise národní obrany, aby napravil oblast národní obranné vědy a techniky. Koncem roku 1975 byl kritizován a s odvoláním Teng Siao-pchinga v dubnu 1976 byl také odstraněn z úřadu, vrátil se v březnu 1977, kdy potřetí převzal vědecko-technologickou komisi. V srpnu 1977 byl na XI. sjezdu KS Číny zvolen členem ústředního výboru a ústřední vojenské komise, o měsíc později podruhé převzal funkci zástupce náčelníka generálního štábu a v listopadu byl jmenován i prvním zástupcem předsedy Státní komise pro vědu a techniku, předsedou výboru pro vědu a techniku ústřední vojenské komise. Roku 1978 byl zvolen poslancem Všečínského shromáždění lidových zástupců a členem jeho stálého výboru.
V květnu 1980 zorganizoval a řídil start první čínské mezikontinentální rakety a v srpnu téhož roku se stal místopředsedou státní rady (vlády). V květnu 1982 přešel (s většinou dosavadních místopředsedů) z funkce místopředsedy vlády do nově zřízené o stupeň nižší pozice státního poradce. V září 1982 byl na XII. sjezdu KS Číny potvrzen v ústředním výboru a ústřední vojenské komisi, v níž převzal funkci zástupce generálního sekretáře. V listopadu 1982 byl jmenován ministrem národní obrany Čínské lidové republiky, přičemž odešel z generálního štábu. V červnu 1983 byl při jmenování nové vlády potvrzen v úřadech státního poradce i ministra národní obrany.
V září 1985 v rámci reorganizace vedení KS Číny a související rezignace řady starých funkcionářů se také vzdal členství v ústředním výboru. Na XIII. sjezdu KS Číny v listopadu 1987 byl zvolen členem ústřední poradní komise a jejího stálého výboru (do 1992). V dubnu 1988 se skončením funkčního období vlády odešel jak z ministerstva obrany, tak z úřadu státního poradce.
Dne 5. července 2003 zemřel v Pekingu.